# 34080 Clarakeng
34080 Clarakeng è un asteroide della fascia principale. Scoperto nel 2000, presenta un'orbita caratterizzata da un semiasse maggiore pari a 2,7044936 au e da un'eccentricità di 0,0918680, inclinata di 2,63499° rispetto all'eclittica.